# Johannes von Preen

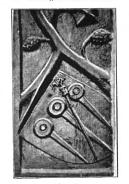
Bischofswappen Johannes von Preens im Chorgestühl der Stadtkirche St. Jakob und St. Dionysius (Gadebusch) (1458)

Johannes von Preen, auch Johann von Preen (* Anfang des 15. Jahrhunderts in Wittenburg; † 9. Oktober 1461) war als Johannes III. von September 1454 bis zu seinem Tod 1461 der 23. Bischof des Bistums Ratzeburg.

## Leben und Wirken
Johannes wurde erst nach seiner Erhebung zur bischöflichen Würde von der adligen Familie Preen als zu ihr gehörig anerkannt, während man ihn vorher als Bürgerlichen betrachtet hatte. So schrieb er sich im April 1427 als Iohannes Preen zum Studium an der Universität Rostock ein.
Er setzte seine Energie in verschiedene Reformvorhaben und stiftete ein Stipendium zur Unterstützung studierender Domherren. Das Gebiet des Hochstifts vergrößerte er durch Ankauf der Höfe Rupenstorf und Röggelin sowie des Drüsensees.
In Gadebusch bestätigte er 1458 die Stiftung einer ewigen Messe durch den Lübecker Priester Marquard Becker. In den zeitgleich gefertigten Altarschranken findet sich bis heute sein Wappen. Einen Ablass von 40 Tagen bewilligte er denen, die die Kapelle St. Marien zu den Weiden in Wismar an ihrem Kirchweihtag besuchen würden und eben so viele denen, die vor dem dortigen Bild der Maria ihre Andacht verrichteten und einen Schilling der Ratzeburgischen Kirche opferten.
1458 vollzog er die Kirchweihe der Klosterkirche des Birgittenklosters Marienwohlde.
Er wurde im Ratzeburger Dom begraben, wo ein Bruchstück seines Grabsteins erhalten ist.